# Комплекс (математика)
Компле́кс (от лат. compléxus — связь, сочетание) — одно из основных понятий комбинаторной топологии.
Комплексом называется частично упорядоченное правильным, рефлексивным и транзитивным отношением «{\displaystyle <}» множество {\displaystyle K} каких-либо элементов {\displaystyle t}, вместе с некими функциями {\displaystyle \dim t} и {\displaystyle [t:t']}.
Целочисленная функция {\displaystyle \dim t} называется размерностью элемента {\displaystyle t}, функция {\displaystyle [t:t']} — коэффициентом инцидентности элементов {\displaystyle t} и {\displaystyle t'}. Эти функции должны удовлетворять следующим условиям:
1. из {\displaystyle t'<t} следует, что {\displaystyle \dim t'<\dim t};
2. {\displaystyle [t:t']=[t':t]};
3. из {\displaystyle [t:t']\neq 0} следует, что либо {\displaystyle t'<t}, либо {\displaystyle t<t'}, и {\displaystyle |\dim t-\dim t'|=1};
4. для любой пары элементов {\displaystyle t}, {\displaystyle t'} из {\displaystyle K}, для которых {\displaystyle |\dim t-\dim t'|=2}, в {\displaystyle K} найдётся не более, чем конечное число таких элементов {\displaystyle t''}, что

{\displaystyle [t:t''][t'':t']\neq 0} и {\displaystyle \sum _{t''}[t:t''][t'':t']=0}.

## Связанные определения
При замене {\displaystyle [t:t']} на {\displaystyle a(t)a(t')[t:t']}, где {\displaystyle a(t)} — функция со значениями ±1, получается комплекс, отождествляемый с {\displaystyle K}. Таким образом, коэффициенты инциденции {\displaystyle [t:t']} задаются с точностью до множителя {\displaystyle a(t)a(t')}. Переход от одного значения к другому называется переменой ориентации комплекса {\displaystyle K}.
Комплекс {\displaystyle K} называется конечномерным ({\displaystyle n}-мерным), если существует такое {\displaystyle n}, равное максимальной размерности симплексов из {\displaystyle K}; в противном случае, он называется бесконечномерным. Комплекс {\displaystyle K} называется конечным, если множество его элементов конечно.
Звездой элемента {\displaystyle t} комплекса {\displaystyle K} называется множество всех таких элементов {\displaystyle t'} из {\displaystyle K}, для которых выполняется условие {\displaystyle t'>t}.
Замыканием элемента {\displaystyle t} из {\displaystyle K} называется множество всех таких элементов {\displaystyle t'} из {\displaystyle K}, что {\displaystyle t'<t}.
Границей элемента {\displaystyle t} из {\displaystyle K} называется множество всех таких элементов {\displaystyle t'} из {\displaystyle K}, что одновременно {\displaystyle t'<t} и {\displaystyle t'\neq t}.
Элемент {\displaystyle t'} называется гранью элемента {\displaystyle t} из {\displaystyle K}, если {\displaystyle t'<t}. При {\displaystyle t'\neq t} грань {\displaystyle t'} элемента {\displaystyle t} называется истинной гранью.
Элементы {\displaystyle t} и {\displaystyle t'} из {\displaystyle K} называются инцидентными, если {\displaystyle t'<t} или {\displaystyle t<t'}.
Подкомплексом комплекса {\displaystyle K} называется любое подмножество множества {\displaystyle K}, являющееся комплексом при тех же размерностях и коэффициентах инцидентности, что и комплекс {\displaystyle K}.
Подкомплекс называется замкнутым, если он содержит замыкание каждого своего элемента, и открытым, если он содержит звезду каждого своего элемента. Дополнение замкнутого комплекса есть открытый комплекс, и наоборот. Звезда каждого элемента любого комплекса является открытым подкомплексом, а замыкание и граница — замкнутыми подкомплексами.
{\displaystyle r}-мерным остовом {\displaystyle K^{r}} комплекса {\displaystyle K} называется множество всех таких элементов {\displaystyle t} из {\displaystyle K}, что {\displaystyle \dim t\leqslant r}. Остов является замкнутым подкомплексом.
Комплексы {\displaystyle K={t}} и {\displaystyle L} называется изоморфными, если существует такое взаимно однозначное отображение {\displaystyle f} множества {\displaystyle K} на множество {\displaystyle L}, что {\displaystyle \dim f(t)=\dim t} и {\displaystyle [t:t']=[f(t):f(t')]}:
{\displaystyle f\colon K\leftrightarrow L:\dim f(t)=\dim t\wedge [t:t']=[f(t):f(t')].}
Важнейшим типом комплекса является симплициальный комплекс.
Симплициальный комплекс имеет две разновидности:
- абстрактный комплекс;
- геометрический комплекс.